# Scarabaeinus termitophilus
Scarabaeinus termitophilus is een keversoort uit de familie Hybosoridae. De wetenschappelijke naam van de soort is voor het eerst geldig gepubliceerd in 1940 door Silvestri.
Deze soort leeft voornamelijk in de nesten van termieten.